# Bor, Rusia
Bor (rusă Бор) este un oraș  situat în Federația Rusă, în regiunea Nijni Novgorod. La recensământul din 2002 număra 80.753 de locuitori.